# Cepheuptychia cephus
Espèce
Cepheuptychia cephus est une espèce de papillons de la famille des Nymphalidae et de la sous-famille des Satyrinae et du genre Cepheuptychia.

## Dénomination
Cepheuptychia cephus a été décrit par Johan Christian Fabricius en 1775 sous le nom de Papilio cephus.
Synonyme : Papilio doris Cramer, 1775; Papilio lysidice Cramer, 1777; Satyrus doritis Godart, [1824]; Euptychia jamaryensis Ribeiro, 1931.

### Noms vernaculaires
Cepheuptychia cephus se nomme Cephus Blue Ringlet ou Cephus Satyr en anglais,.

## Description
Cepheuptychia cephus est un papillon qui présente un dimorphisme sexuel chez la femelle le dessus est marron, chez le mâle le dessus est bleu marqué de veines marron et d'une bordure marron au bord externe et au bord costal de l'aile antérieure. 
Le revers est bleu finement rayé de cinq lignes marron grisé chez le mâle comme chez la femelle. Il est orné d'un ocelle noir pupillé à l'apex des ailes antérieures et aux ailes postérieures d'un ou deux à l'apex et de deux proches de l'angle anal.

## Biologie
Sa biologie n'est pas connue.

## Écologie et distribution
Cepheuptychia cephus est présent au Brésil, au Pérou, en Colombie, au Surinam, en Guyana et en Guyane,,.

### Biotope
Il réside en sous-bois.

### Protection
Pas de statut de protection particulier